# Valentin Brück

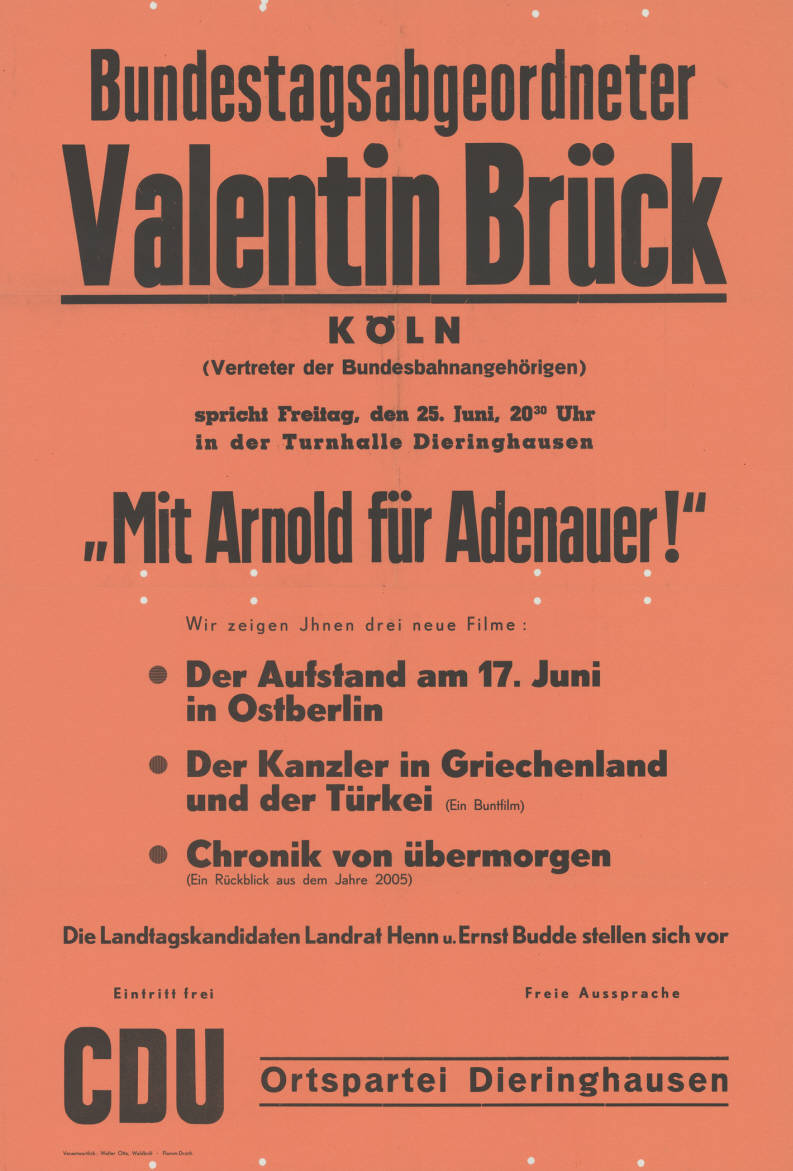
Ein Plakat der CDU Dieringhausen zur Landtagswahl in Nordrhein-Westfalen 1954 kündigt Valentin Brück als Vertreter der Bundesbahnangehörigen an

Valentin Brück (* 23. April 1911 in Zweifelscheid; † 20. Juli 1980 in Jünkerath) war ein deutscher Politiker der CDU.

## Leben und Beruf
Nachdem Brück zunächst die römisch-katholische Volksschule in Karlshausen besucht hatte, legte er 1932 das Abitur auf der staatlichen Reginoschule in Prüm ab. Nachdem er zwei Jahre als Vertreter gearbeitet hatte und 1934/35 seinen Reichsarbeitsdienst abgeleistet hatte, begann er eine Ausbildung bei der Eisenbahndirektion in Saarbrücken. Nach dem Bestehen der Inspektorenprüfung 1939 war er in verschiedenen Bereichen der Deutschen Reichsbahn im gesamten Reich, aber auch in Warschau, tätig.
Nach dem Zweiten Weltkrieg war er Betriebskontrolleur in der Verkehrsabteilung der Bundesbahn in Köln.

## Partei
Vor 1933 war Brück Mitglied des ZENTRUMS. Am 16. Juni 1937 beantragte er die Aufnahme in die NSDAP und wurde rückwirkend zum 1. Mai desselben Jahres aufgenommen (Mitgliedsnummer 4.382.906), dann 1949 der CDU und wurde Schriftführer im Kreisverband Köln-Ehrenfeld-Nord. 1950 wurde er zunächst Geschäftsführer, später Vorsitzender, des CDU-Landesbeamtenausschusses Rheinland und Mitglied des CDU-Bundesausschusses für Öffentliche Verwaltungen.

## Abgeordneter
Brück gehörte dem Deutschen Bundestag von 1953 bis 1969 und erneut vom 14. August 1970, als er für seinen Parteifreund Heinrich Köppler nachrückte, bis 1972 an.

## Ehrungen
- 1968: Verdienstkreuz 1. Klasse der Bundesrepublik Deutschland
- 1973: Großes Verdienstkreuz der Bundesrepublik Deutschland[3]